# Бойко Олег Петрович
Оле́г Петро́вич Бо́йко — полковник Збройних сил України, учасник російсько-української війни.
Станом на жовтень 2016 року — начальник відділу Холодногірського відділу поліції, Харків.

## Нагороди
За особисту мужність і героїзм, виявлені у захисті державного суверенітету та територіальної цілісності України, вірність військовій присязі під час російсько-української війни
- нагороджений орденом Богдана Хмельницького III ступеня (26.2.2015).